# Марія Румунська
Марія Румунська (рум. Maria a României), уроджена Марія Гогенцоллерн-Зігмарінген (нім. Marie von Hohenzollern-Sigmaringen), також Марія Югославська (рум. Maria a Iugoslaviei), відома у Сербії як Марія Карагеоргієвич (серб. Марија Карађорђевић; 6 січня 1900 — 22 червня 1961) — румунська та німецька принцеса з дому Гогенцоллернів-Зігмарінгенів, донька короля Румунії Фердинанда I та принцеси Великої Британії Марії Единбурзької, дружина короля Сербів, Хорватів і Словенців Олександра I Карагеоргієвича, мати останнього короля Югославії Петра II.

## Біографія

### Ранні роки
Марія народилась 6 січня 1900 у замку Фріденштайн в Готі, який був однією з резиденцій її діда — правлячого герцога Саксен-Кобург-Готського. Новонароджена стала третьою дитиною та другою донькою для кронпринца Румунії Фердинанда Гогенцоллерна-Зігмарінгена та його дружини Марії Единбурзької. Дівчинка мала старшого брата Кароля та сестру Єлизавету.

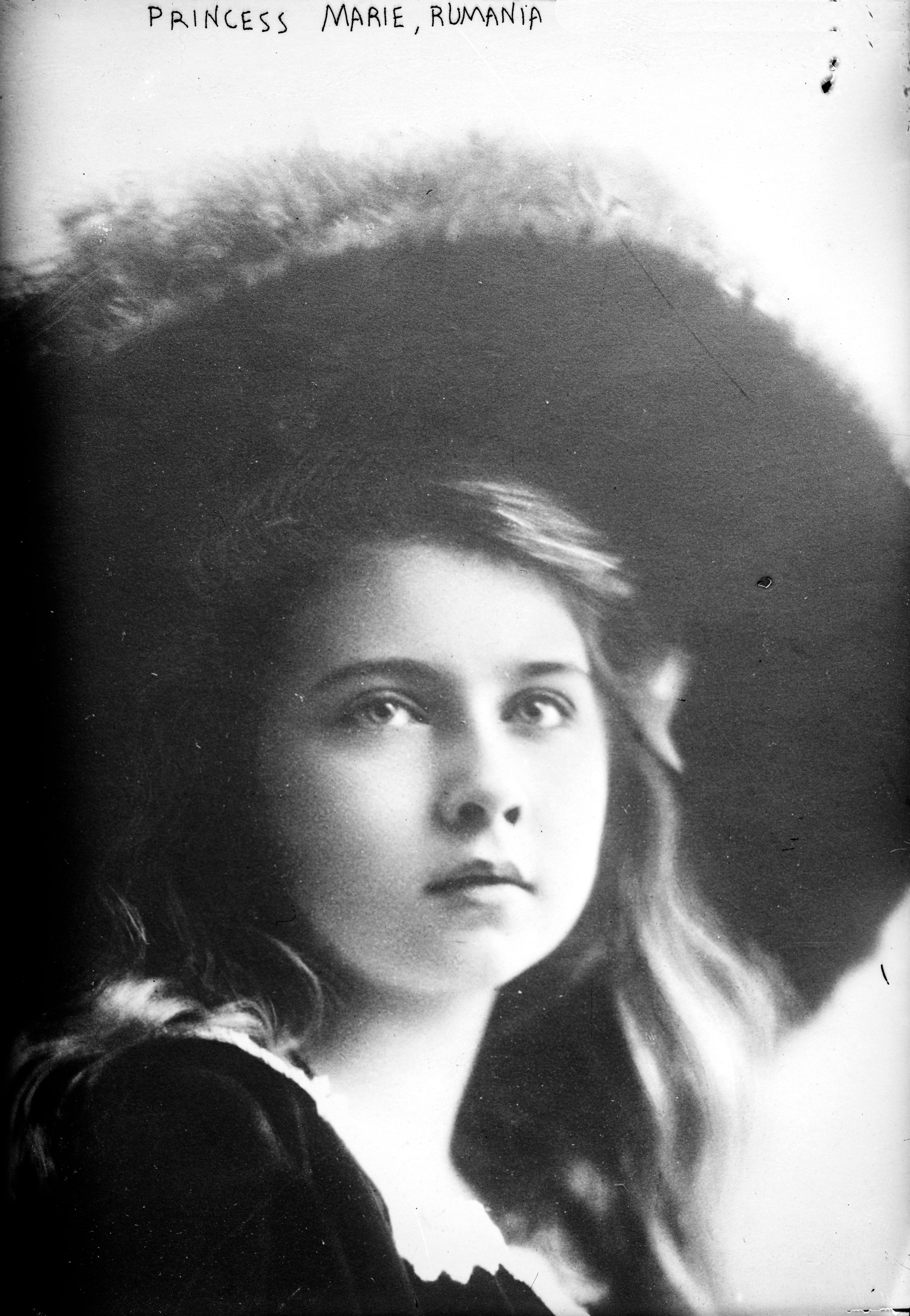
Марія Румунська в дитячому віці

Під час пологів кронпринцеси у Готі ставили комічну оперу «Міньйон» французького композитора Амбруаза Тома. Марії Единбурзькій подобалася ця музика і надалі вона завжди асоціювала з нею народження третьої дитини. Внаслідок цього, юна принцеса отримала прізвисько «Міньйон», яке повністю відповідало її зовнішності красивої пухкої білявки з блакитними очима. З часом вона стала улюбленицею батька.
Протягом наступних тринадцяти років в родині з'явилося ще троє дітей: сини Миколай та Мірча й донька Ілеана. Сімейство мешкало у замку Пелішор в Карпатах, неподалік румунського Сіная. Будівля була частиною палацового комплексу замка Пелеш і призначалася спеціально для родини принца Фердинанда як літня резиденція. Марія Единбурзька брала активну участь в її оформленні. Холодну пору року вони проводили у королівському замку Котрочень в Бухаресті.
Раннім вихованням Марії займалися англійські няньки та гувернантки. Трохи подорослішавши, Марія, як і інші діти, отримала дуже добру освіту при румунському королівському дворі. Отець Назарій, який був професором Теологічного Інституту Бухаресту, навчав її релігії, Ніколае Йорга — історії, поет Василь Поун — румунської мови, а місс Поун — французької. Джордже Енеску давав принцесі уроки музики.
З дитинства дівчинка була дуже невибагливою, через що брати і сестри казали про неї:«Ось наша маленька Попелюшка». З особистих якостей відзначали її дружелюбність та бажання прийти на допомогу: принцеса завжди намагалася бути там, де ставала у нагоді. Мати зауважувала, що «для Марії найбільша втіха — допомогти тим, кого вона любить». З братів та сестер найближчі стосунки у неї склалися із братом Миколаєм.

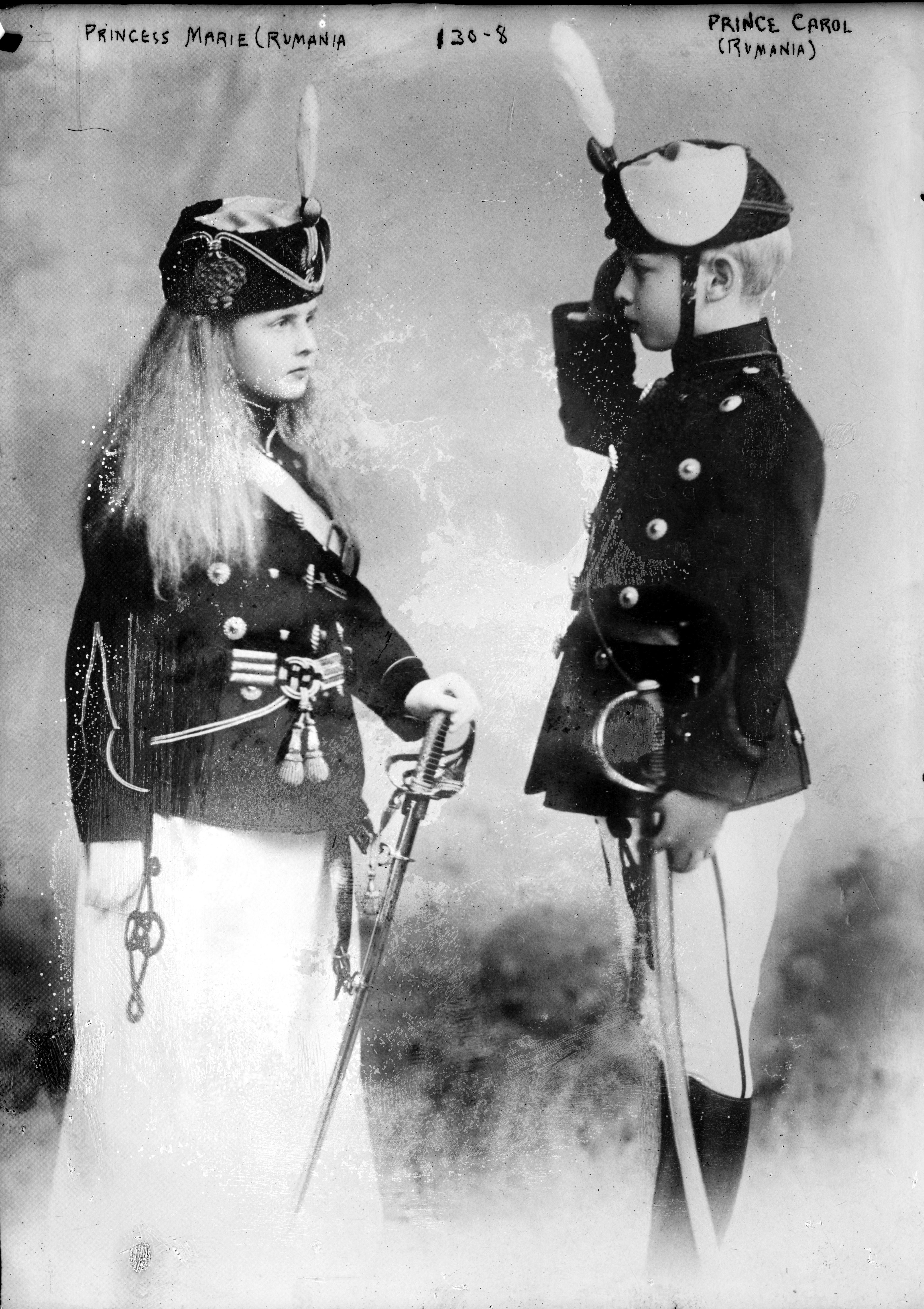
Марія із братом Каролем

З початком Першої світової війни у 1914 році Румунське королівство зайняло вичікувальну позицію. У жовтні 1914 помер король Кароль I, і Фердинанд зійшов на престол. У 1916 році, з успіхом Луцького прориву, Румунія приєдналася до країн Антанти та оголосила війну Австро-Угорщині. Однак недієздатна румунська армія була швидко розбита, і ворожі війська сунули у напрямку Бухареста.
У цей час від черевного тифу помер наймолодший брат Марії — Мірча. Родина була змушена поспіхом поховати його в околицях королівського замку. Відразу після цього вони від'їхали у тил — до провінції Молдова. Наприкінці листопада сім'я знайшла прихисток у Яссах. Туди ж відступили залишки румунського війська.
У Молдові, разом із матір'ю, принцеса Марія була сестрою милосердя, працювала в лікарнях, допомагаючи пораненим.
У травні 1918 Румунія вийшла з війни, підписавши з Центральними державами мирний договір, а за півроку Перша світова скінчилась. Згодом, згідно статей післявоєнного Сен-Жерменського договору Румунія отримала Буковину, а згідно Тріанонського — Трансильванію та Східний Банат, таким чином розширивши свою територію.
Марія в цей час протягом року жила в Хетфілдській школі для дівчат в Аскоті у Великій Британії. Влітку 1919 року викладачі, які готували характеристики на кожну з учениць, відмічали, що принцеса особливо зацікавлена у вивченні історії, малювання, музики та французької мови.
Марія Единбурзька в Парижі, де вирішувалося румунське питання, познайомилася із Олександром Карагеоргієвичем, молодшим сином короля Сербії, який представляв сербські інтереси на конференції. Принц справив сильне враження на румунську королеву, і відтоді вона мала на меті оженити його зі своєю донькою.
У серпні 1921 Олександр успадкував батьківський престол і став королем Сербів, Хорватів і Словенців. Після того як міністри дійшли згоди, що молода, красива та освічена румунська принцеса є підходящою парою для їхнього монарха, Олександр попрямував до Сінаю. Невдовзі після його приїзду молоді люди вийшли на прогулянку, а по поверненні Марія показала обручку.
На Різдво 1922 року у замку Пелеш було урочисто оголошено про заручини короля Олександра із принцесою Марією Румунською. Релігійна церемонія заручин відбулась 20 лютого 1922 у палаці Котрочень в Бухаресті. Наступного дня у резиденції з великою помпою дали вечірній святковий прийом.

### Королева
Вінчання 22-річної Марії із 33-річним королем Олександром I пройшло у Катедральному соборі святого Михайла у Белграді 8 червня 1922-го. Церемонію провів митрополит Белграду Дмитрій. Британську королівську родину на весіллі представляв герцог Йоркський. Після того, як хор виконав привітальну пісню, написану спеціально для цієї урочистості, Марія привітала натовп із балкона палацу. Як весільний подарунок Олександр презентував дружині смарагдову тіару та кольє, що колись належали її прабабусі Марії Олександрівні.
Невдовзі після прибуття до Сербії Марія почала брати уроки сербської мови, вивчати історію та знайомитися з актуальними питаннями сучасності, бажаючи краще інтегруватися в життя нової батьківщини. Політичні потрясіння та нові обов'язки лякали її, однак королева зберігала витримку. На її день народження у 1924 році Олександр провів грандіозний бал у палаці, на який були запрошені близько 900 осіб. Марія після цього згадувала: «Я була вдягнена у темно-червону сукню і була схожа на махарані. Прикраси на мені були такі важкі, що наприкінці вечора я була напівмертвою від утоми».
До цього часу в родині вже народився спадкоємець — син Петро. Всього ж у подружжя було троє синів. Імена для синів подружжя обрало таким чином, щоб підкреслити єдність Югославії та обов'язки королівської родини перед усіма народами держави. Так, ім'я Петро є традиційним сербським, Томіслав — хорватським, Андрій — словенським. При цьому Марія наполягла на тому, щоб самою вигодовувати малечу грудьми.
Родина мешкала у маєтку Карагеоргієвичів в Опленаці, поблизу Тополи. Там же Марія перебувала, коли чоловік займався державними справами чи перебував за кордоном. Значну частину слуг складали місцеві фермери. Часто королева проводила час у будинках простих людей та носила національне вбрання. Також вона сприяла відкриттю шкіл на селі, співпрацювала з релігійними організаціями, щоб створити підвалини для надання допомоги сім'ям у скрутному становищі, засновувала іменні стипендії для полегшення отримання вищої освіти дітям з бідних сімей.
Під час відпочинку Марія, під впливом чоловіка, відомого бібліофіла, багато читала. Вона також полюбляла автівки і була однією з небагатьох жінок королівських родин, хто сама керувала нею. Так, у 1931 році королева придбала Duesenberg Model J.

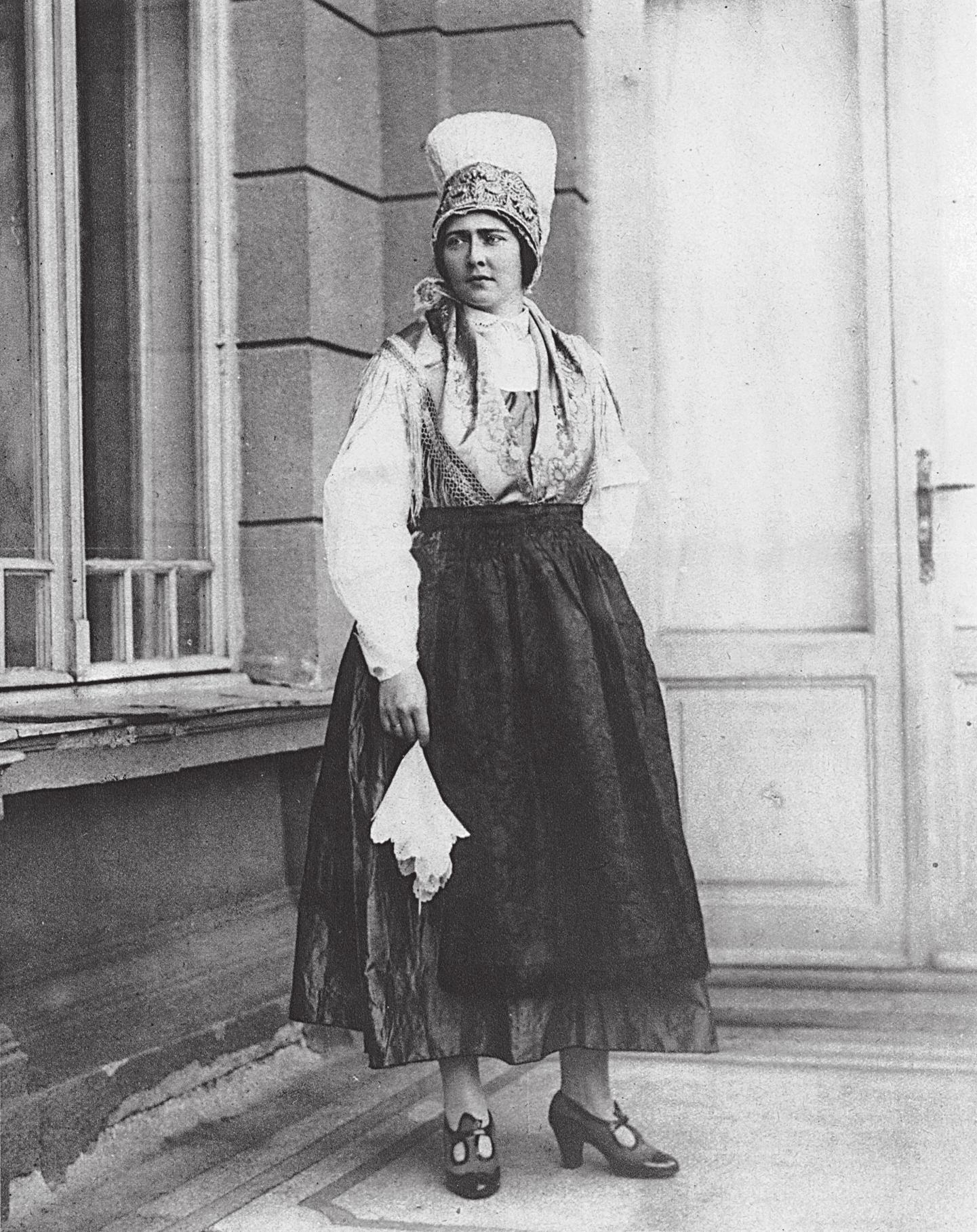
Королева Марія у словенському національному вбранні, 1926

На відміну від своєї матері, Марія не брала активної участі у державній політиці, однак не залишалася байдужою до внутрішніх чи зовнішніх політичних подій. У своєму щоденнику вона схвально відгукувалася про проведення конференції Малої Антанти у 1924 році, а згодом взяла участь у відкритті жіночої виставки країн цього альянсу.
Від 1929 року Королівство Сербів, Хорватів і Словенців було перейменоване у Королівство Югославія. Була відмінена Відовданська конституція та введений політичний режим абсолютної королівської влади. Тоді ж родина перебралася до новозбудованого королівського палацу в Белграді.
Тим не менш пара продовжувала часто бувати в Опленацькому маєтку, де королівські діти могли спілкуватися з дітьми селян. Схильність королеви до скромного життя підвищило її популярність серед народу, разом із тим підвищивши популярність її чоловіка, який до того ж сам чи з дітьми періодично здійснював поїздки до різних міст країни для зустрічей з місцевим населенням.
Восени 1933 року подружжя навідало Румунію, де царював брат Марії, Кароль II, оскільки її батька не стало у 1927-му. Звідти пара вирушила у представницький тур до Болгарії, Туреччини та Греції, оскільки Олександр мав на меті створення Балканської Антанти.
У жовтні 1934 року вони були запрошені до Франції, і від'їхали з Белграду на початку місяця. Марія через хворобу нирок відмовилася пливти кораблем і віддала перевагу потягу. Подружжя мало зустрітися у Парижі. Однак, коли Олександр зійшов з корабля у Марселі, його застрелив хорватський терорист на шляху до міського муніципалітету. Король помер на місці.
Молодша сестра Марії, Ілеана, свідчила, що королева виявила неймовірну силу й мужність, дізнавшись про ці події.

### Регентство

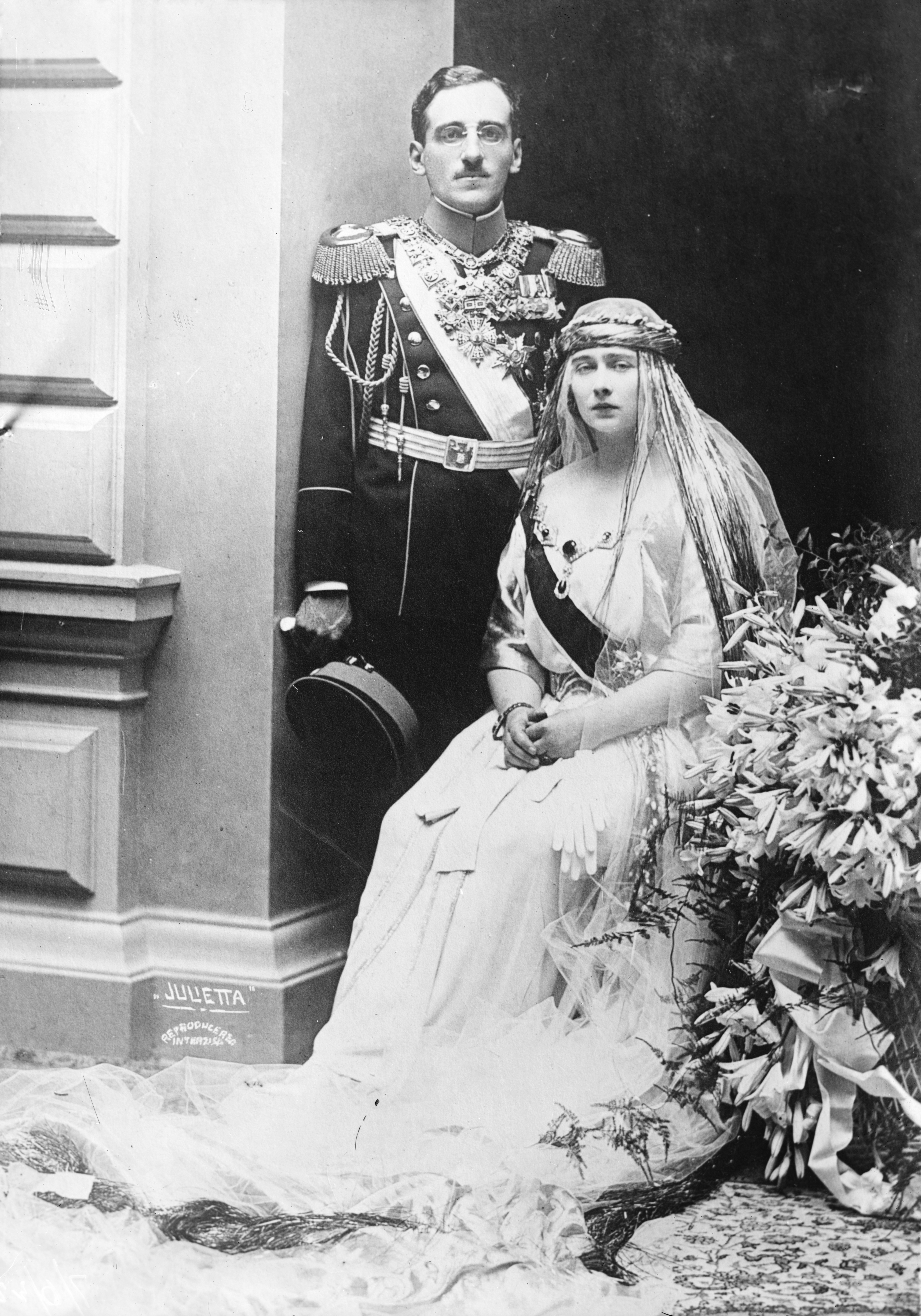
Пара у день весілля

Наступним королем Югославії став 11-річний син Марії та Олександра Петро. Регентську раду при ньому очолив його двоюрідний дядько Павло Карагеоргієвич. Як королева-мати, Марія сприяла стабільності країни та безпеці династії. Багато хто був здивованим, що головою країни при неповнолітньому королеві стала не його мати. Це викликало багато дискусій, після яких зацікавлені особи дійшли висновку, що покійний король побоювався впливу на Марію її матері, яка була сильною особистістю, мала надзвичайну харизму та могла підпорядковувати собі оточення.

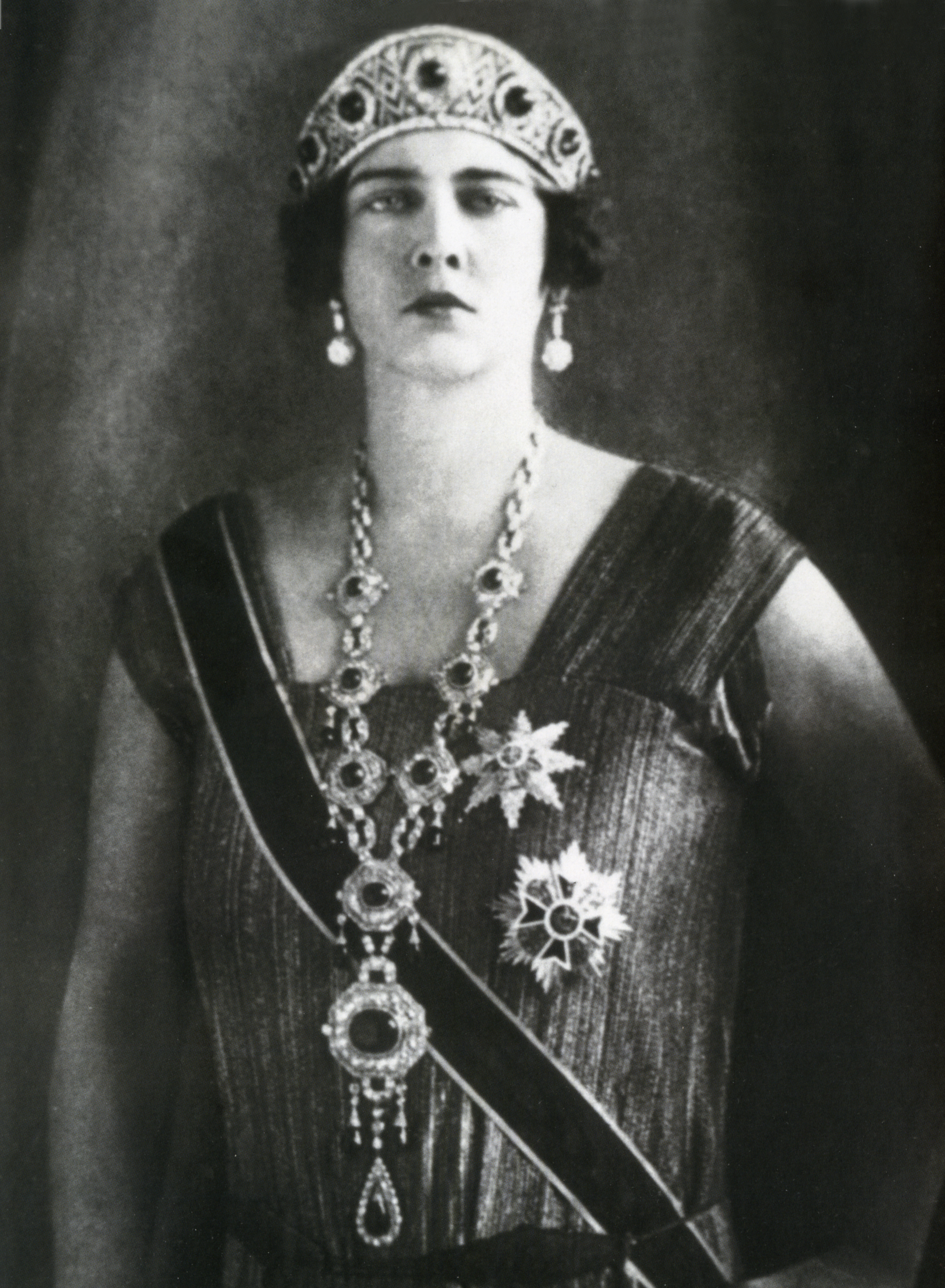
Королева Марія

Королева продовжила займатися вихованням синів. На їхні потреби Павло постановив виплачувати 6 млн динарів на місяць. Марія завжди залишала лише четвертину, а залишок суми жертвувала на благодійність.
Прості відносини королеви із співробітниками палацу та щирість у контактах із простими людьми у різних куточках країни сприяли тому, що у розповідях її ступінь сердечності значно перебільшувалася.
Її перший публічний виступ після загибелі чоловіка відбувся під час кампанії по боротьбі з сухотами. Існують перекази, що королева сама пекла тістечка для хворих дітей бідноти, які страждали на сухоти.
З січня 1935 королева відновила у своїх обов'язках щоранкові аудієнції. Кожного дня їх відбувалося не менше трьох. Також вона докладала особливих зусиль до охорони та захисту дітей, регулярно навідуючи дитячі будинки та лікарні у Белграді та надаючи їм необхідну допомогу. Підписала Хартію про права дитини.
Влітку 1935 року Марія Единбурзька разом з інфантою Беатріс навідали Марію в Далмації. Мати відмітила, що донька знову почала керувати автівкою у їй притаманному майже чоловічому стилі. У Бледі Марія займалася садівництвом, розбивши сад за кресленнями матері. Від того ж 1935 вдовіюча королева захопилася колекціонуванням предметів із нефриту.
У липні 1938 року Марія Единбурзька пішла з життя у замку Пелішор в Румунії. За заповітом матері, Марія отримала численні ювелірні вироби, в тому числі алмазну тіару своєї бабусі Марії Олександрівни, герцогині Единбурзької.

### Еміграція
Здоров'я Марії, що вже тривалий час страждала від болю в суглобах, погіршилося і вона, придбавши будинок у Бедфордширі, переїхала у 1939 році до Великої Британії із молодшими дітьми. Ходили чутки, що королева залишила країну через сильні суперечності із Павлом та його дружиною Ольгою, вказавши причиною стан здоров'я тільки офіційно. У своєму маєтку королева займалася сільським господарством та малювала.
У Британії Марія продовжила благодійницьку діяльність, допомагаючи численним організаціям та спільноті, полегшуючій життя югославським мігрантам.
З початком Другої світової війни восени 1939 Королівство Югославія оголосило про свій нейтралітет. Однак у березні 1941 Павло Карагеоргієвич підписав Троїстий пакт. Це викликало обурення в народі, влада принца-регента була скасована, а 17-річний Петро II — проголошений повноправним королем. Він уклав договір з СРСР, але, через наступ німецьких військ, був змушений залишити країну разом з урядом.

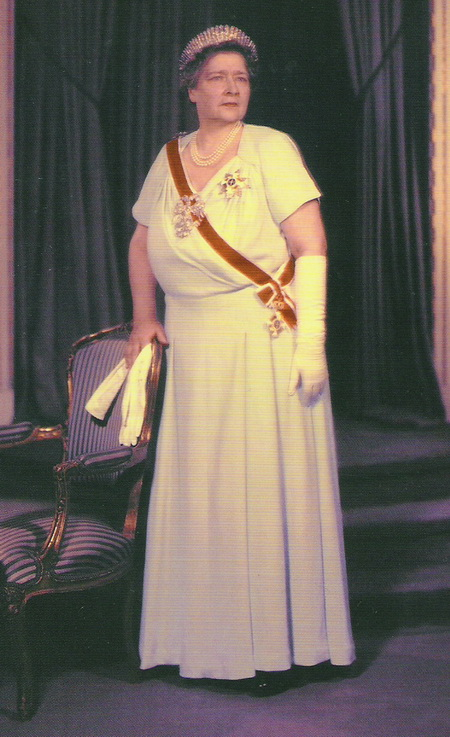
Королева у похилому віці

9 квітня 1941 року королева Марія зачитала на BBC звернення до співвітчизників, закликаючи підтримувати єдину Югославію та довіряти армії.
Через певний час король дістався Лондона, де зміг зустрітися з матір'ю. Марія, натомість, прагнула повернутися до Белграду, щоб бути зі своїм народом. Однак через стан здоров'я їй не вдалося здійснити цей задум.
Тим не менш, вона була президентом югославського комітету Червоного Хреста у Лондоні, сприяла відправці їжі та одягу військовополоненим до таборів Німеччини, Польщі, Італії та Норвегії. Протягом всього періоду війни югославським військовополоненим раз на тиждень відправляли до 200 гуманітарних пакетів. Свої посилки Марія завжди підписувала Maria K. Djordjevic.
Не забувала королева і про культуру. Вона завжди була прихильницею мистецтва, а в Британії почала займатися організацією художніх виставок югославських митців. У березні 1942 у Гарродсі вона відкрила виставку скульптур, яка мала назву «Грецьке та югославське життя».
У березні 1944 її син Петро II узяв шлюб із грецькою принцесою Александрою. У липні 1945 народився їхній єдиний син — перший онук Марії.
2 вересня 1945 року скінчилася Друга світова війна. 29 листопада офіційно відновлене королівство Югославія, яке фактично перебувало під владою комуністів, на Югославських Зборах позбавило Петра II корони та проголосило країну республікою.
У 1946 році Марія переїхала з містечка Сенді у Бедфордширі до Кренбруку у Кенті. А в березні 1950, продавши будинок і там, королева-вдова оселилася у лондонському районі Челсі.
У віці 50 років вона вступила до школи мистецтв Byam Shaw School of Art і присвятила подальше життя живопису та скульптурі, представляючи свої роботи на різноманітних виставках.
Королева продовжувала співпрацювати з Червоним Хрестом та іншими благодійними організаціями у Сполученому Королівстві, фінансувала Сербську православну церкву Святого Сави у Лондоні, співпрацювала з духовенством щодо потреб югославського співтовариства у Великій Британії.
Багато разів вона хотіла навідати Югославію, однак не отримала дозволу від комуністичного уряду.
У 1959 році Шарль де Голль, після свого вступу на посаду президента Франції, нагородив Марію великим хрестом Ордена Почесного легіону.

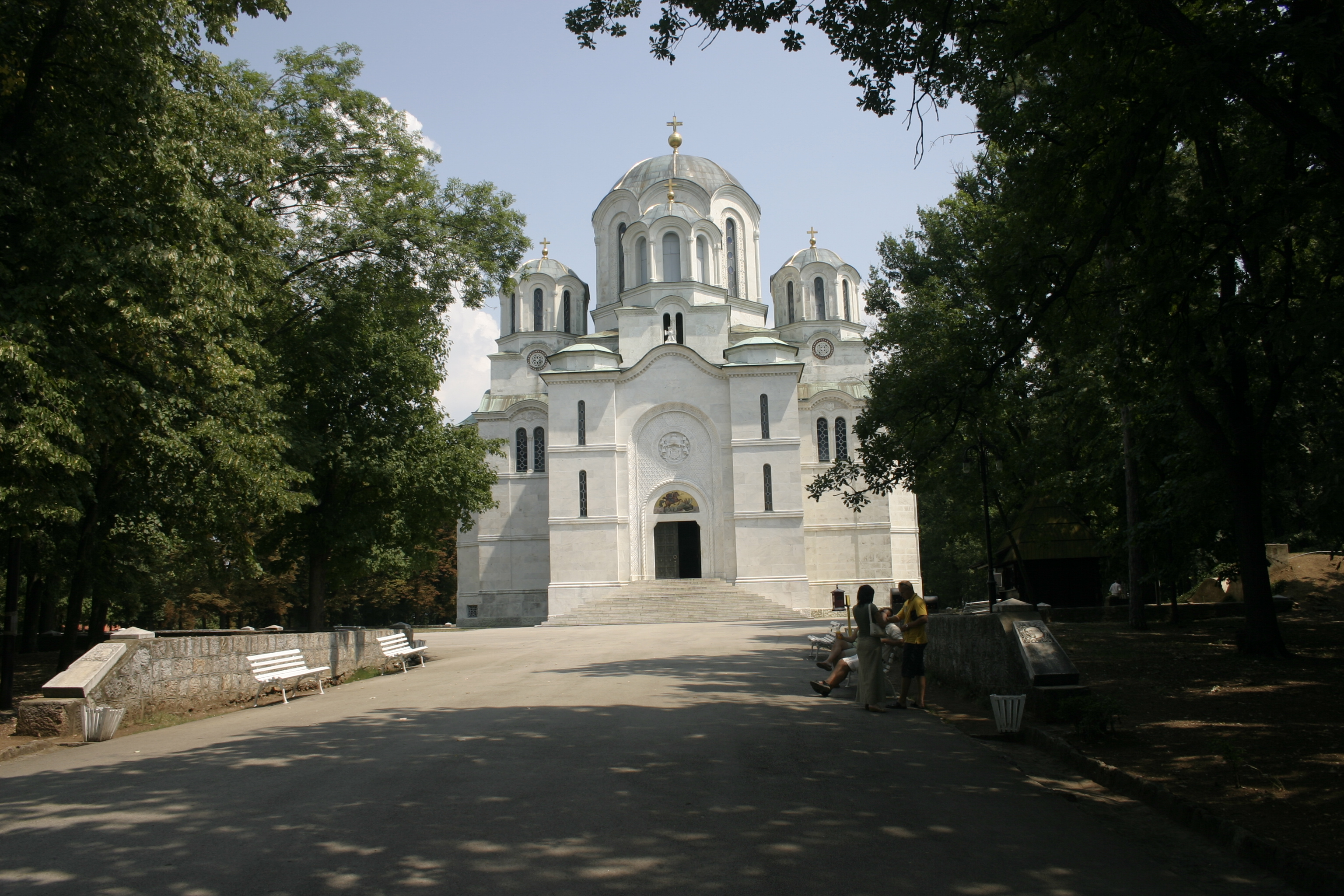
Мавзолей в Опленаці

У Марії, яка довгий час страждала від болю в суглобах та ревматизму, наприкінці життя настав параліч лівої сторони тіла. Останні роки вона провела в своєму ліжку в будинку в Челсі, де і померла уві сні 22 червня 1961 року, досягнувши віку своїх батьків та переживши брата Кароля й сестру Єлизавету.
На церемонії прощання були присутніми всі її сини, онук Александр, сестра Ілеана, а також численні югославські мігранти. 2 липня Марію Румунську поховали на королівському цвинтарі у Фрогморі.
26 квітня 2013 року її прах було вилучено з гробниці та доправлено до Белграду. 26 травня 2013 королеву, а також її синів Петра та Андрія й невістку Александру перепоховали у Королівському мавзолеї в Опленаці. Святу літургію провів патріарх Іриней зі священством, в присутності державного керівництва Сербії, членів сім'ї Карагеоргієвичів, представників королівських родин світу, дипломатичного корпусу, релігійних громад та інших гостей.
Рішенням Вищого суду в Белграді Марія Карагеоргієвич була повністю реабілітована 14 квітня 2014 року, після того як указом Йосипа Тіто у 1940-х роках всі Карагеоргієвичі були позбавлені громадянства та оголошені ворогами країни.

## Родина
Чоловік — Олександр I Карагеоргієвич, король Югославії
Діти:
- Петро (1923—1970) — наступний король Югославії у 1934—1945 роках, був одруженим із Александрою Грецькою, мав єдиного сина;
- Томіслав (1928—2000) — принц Югославії, був двічі одруженим, мав чотирьох дітей від обох шлюбів;
- Андрій (1929—1990) — принц Югославії, був тричі одруженим, мав п'ятьох дітей від перших двох шлюбів.

## Нагороди
- Орден Корони Румунії 1 ступеня (Румунське королівство);
- Орден Зірки Карагеоргія (Королівство Югославія);
- Орден Святого Савви (Королівство Югославія);
- Великий хрест Ордена Почесного легіону (Франція).

## Титули
- 6 січня 1900 — 8 червня 1922 — Її Королівська Високість Принцеса Марія Румунська, Принцеса Гогенцоллерн-Зігмарінген;
- 8 червня 1922 — 6 січня 1929 — Її Величність Королева Сербів, Хорватів та Словенців;
- 6 січня 1929 — 9 жовтня 1934 — Її Величність Королева Югославії;
- 9 жовтня 1934 — 29 листопада 1945 — Її Величність Королева Марія Югославська;
- 29 листопада 1945 — 22 червня 1961 — Її Величність Королева Марія Югославська (претендувала).

## Вшанування пам'яті
- На честь королеви Марії у 2000-х роках було названо вулицю у Белграді.[14]
- Також її ім'я носить бульвар у Крагуєваці.